# Chrysosplenium dubium
Chrysosplenium dubium là một loài thực vật có hoa trong họ Saxifragaceae. Loài này được J.Gay ex Ser. miêu tả khoa học đầu tiên năm 1830.